# Давід Ранхель
Давід Ранхель (ісп. David Rangel, нар. 25 липня 1979, Валенсія) — іспанський футболіст, що грав на позиції воротаря.

## Ігрова кар'єра
Народився 25 липня 1979 року в місті Валенсія. Вихованець футбольної школи «Бурхассот».
У дорослому футболі дебютував 2001 року виступами за команду «Валенсія Месталья», в якій провів два сезони, взявши участь у 65 матчах на рівні Сегунди Б. По ходу сезону 2003/04 включався як резервний голкіпер до заявки головної команди «Валенсії», яка того року ставала чемпіоном Іспанії та володарем Кубка УЄФА. У переможному розіграші національної першості виходив на поле в одній грі.
Утім закріпитися у складі валенсійців не зумів і того ж 2004 року перейшов до друголігової «Льєйди». За два роки команда втратила місце у Сегунді, і воротар перейшов до іншої друголігової команди, «Еркулеса».
Провівши в останньому лише один сезон, протягом якого лишався запасним голкіпером, продовжив кар'єру у нижчих дивізіонах, де грав за «Альсіру», «Онтіньєнт», «Кастельйон», «Алавес» та «Алькояно».
Завершив ігрову кар'єру у третьоліговому «Олімпіку» (Шатіва), за який виступав у сезоні 2014/15 років.

## Титули і досягнення
- Чемпіон Іспанії (1):

«Валенсія»: 2003-2004
- Володар Кубка УЄФА (1):

«Валенсія»: 2003-2004